# Unchained (Van Halen)
Unchained è una canzone del gruppo musicale statunitense Van Halen, estratta come singolo dal loro quarto album in studio Fair Warning nel 1981.
Nel 2011 è stata votata come la miglior canzone dei Van Halen dai lettori della rivista Rolling Stone.

## Tracce
1. Unchained – 3:27
2. So This Is Love? – 3:05

## Formazione
- David Lee Roth – voce
- Eddie van Halen – chitarra, cori
- Michael Anthony – basso, cori
- Alex van Halen – batteria